# Adolph Diesterweg

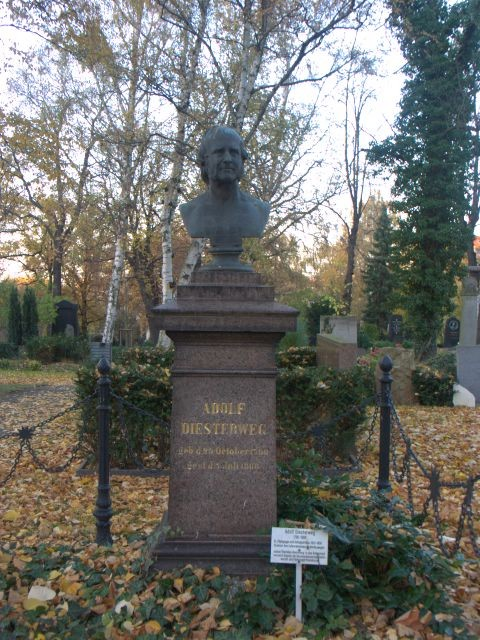
Adolph Diesterwegs grav på gamla St.-Matthäus-Kirchhof i Berlin-Schöneberg

Friedrich Adolph Wilhelm Diesterweg, född 29 oktober 1790 i Siegen, Westfalen, död 7 juli 1866 i Berlin, var en tysk pedagog.
Diesterweg tjänstgjorde från 1812 som lärare vid offentliga skolor i Worms, Frankfurt och Elberfeld samt blev 1820 direktor vid det samma år upprättade folkskollärarseminariet i Moers och 1832 vid Seminarium für Stadtschulen i Berlin. Han anklagades dock för att hysa alltför liberala åsikter i religion och politik och avstängdes därför av regeringen 1847 från sin tjänst och fick 1850 avsked med pension. År 1858 blev han medlem av preussiska andra kammaren. 
Diesterwegs verksamhet var huvudsakligen inriktad på lärarutbildning och att genomföra skolreformer. Hans pedagogiska ståndpunkt var i huvudsak densamma som Johann Heinrich Pestalozzis, och han utvecklade denna främst i de av honom utgivna tidskrifterna "Rheinische Blätter für Erziehung und Unterricht" (uppsatt 1827) och "Pädagogisches Jahrbuch für Lehrer und Schulfreunde’’ (uppsatt 1851) samt i arbetet Wegweiser zur Bildung für deutsche Lehrer (1835; femte upplagan i tre band 1873–76; sjätte upplagan av första delen 1890, delvis översatt av Karl Olofsson, ”Ur vägvisare till bildning för tyska lärare”, 1900), i bearbetning av Wacker, andra upplagan 1904. Denna skrift gav anledning till en häftig och långvarig litterär fejd. Broschyrerna Die Lebensfrage der Civilisation. Oder: über das Verderben auf den deutschen Universitäten (1836) samt Bemerkungen und Ansichten auf einer pädagogischen Reise nach den dänischen Staaten im Sommer 1836 (1836) göt olja på elden. I den förra av dessa skrifter kritiserade han det sätt, varpå studierna bedrevs vid de tyska universiteten, i den senare växelundervisningen.

## Övriga skrifter i urval
- Leitfaden für den ersten Unterricht in der Formen-, Größen- und räumlichen Verbindungslehre (1822; fjärde upplagan 1845)
- Praktisches Rechenbuch für Elementar- und höhere Bürgerschulen (1825–29; 27:e upplagan 1888)
- Praktischer Lehrgang für den ersten Unterricht in der deutschen Sprache (1829–30; flera upplagor)
- Metodisches Handbuch für den Gesammtunterricht im Rechnen (1829; sjätte upplagan 1866)
- Populäre Himmelskunde und matematische Geographie (1840; 20:e bearbetade upplagan 1903)
- Pädagogisches Wollen und Sollen (1857; andra upplagan 1879)
- Elementargeometrie für Volksschulen (1860)
- Ausgewählte Schriften (1876–78, andra upplagan 1890–92)